# WASP-8b
WASP-8b는 2008년 발견된 외계 행성으로, 지구에서 약 160광년 떨어져 있다.

## 물리적 특징
WASP-8b는 목성 질량의 2.35배로 반지름은 목성보다 21퍼센트 더 크다. 어머니 항성과의 거리는 0.0822 천문단위이며, 항성을 한 바퀴 도는 데 걸리는 시간은 8.16일이다. 거리로 계산한 WASP-8b의 상층 대기 온도는 1,000 켈빈에 이른다.

## 참고 문헌
- https://web.archive.org/web/20120307000706/http://www.superwasp.org/wasp_planets.htm
- http://exoplanet.eu/planet.php?p1=WASP-8&p2=b